# Lajos Kiss
Lajos Kiss (Miskolc, 22 de mayo de 1934−31 de agosto de 2014) fue un deportista húngaro que compitió en piragüismo en la modalidad de aguas tranquilas.
Participó en los Juegos Olímpicos de Melbourne 1956, obteniendo una medalla de bronce en la prueba de K1 1000 m. Ganó una medalla en el Campeonato Mundial de Piragüismo de 1958, y tres medallas en el Campeonato Europeo de Piragüismo en los años 1957 y 1959.

## Palmarés internacional
| Juegos Olímpicos   | Juegos Olímpicos       | Juegos Olímpicos  | Juegos Olímpicos |
| Año                | Lugar                  | Medalla           | Evento           |
| ------------------ | ---------------------- | ----------------- | ---------------- |
| 1956               | Melbourne (Australia)  | Medalla de bronce | K1 1000 m        |
| Campeonato Mundial |                        |                   |                  |
| Año                | Lugar                  | Medalla           | Evento           |
| 1958               | Praga (Checoslovaquia) | Medalla de plata  | K1 4 × 500 m     |
| Campeonato Europeo |                        |                   |                  |
| Año                | Lugar                  | Medalla           | Evento           |
| 1957               | Gante (Bélgica)        | Medalla de bronce | K1 4 × 500 m     |
| 1959               | Duisburgo (RFA)        | Medalla de plata  | K1 1000 m        |
| 1959               | Duisburgo (RFA)        | Medalla de plata  | K1 4 × 500 m     |